# Нестеров, Игорь Владимирович
Игорь Владимирович Нестеров (род. 11 октября 1974) — советский, узбекистанский футболист, нападающий, полузащитник.

## Биография
Начинал играть в 1991 году в команде второй низшей лиги СССР «Кимёгар» Алмалык. В сезонах 1992/93 — 1994/95 провёл 26 матчей в чемпионате Белоруссии в составе «Шахтёра» Солигорск. Играл в низших лигах Белоруссии за команды «Ореса» Любань (1993/94), «Строитель» Старые Дороги (1994/95, 1995), «Заря» Языль (1994/95), КРЗ Осиповичи (1995). В 1996 году выступал за «УралАЗ» Миасс во второй лиге России. Затем — игрок чемпионата Узбекистана в командах «Согдиана» Джизак (1997—1998), «Насаф» Карши (1998), «Кимёгар» Чирчик (1999—2000, 2001), «Пахтакор» Ташкент (2000), «Нефтчи» Фергана (2002).